# Annie Wilkes
Anne Marie Wilkes Dugan, más conocida como Annie Wilkes, es un personaje fictício y la antagonista de la novela de 1987 Misery, de Stephen King. En la versión cinematográfica Misery, Annie Wilkes fue interpretada por Kathy Bates, quien ganó el Óscar a la mejor actriz por su interpretación. El American Film Institute incluyó a Annie Wilkes (interpretada por Bates) en su lista 100 villanos del cine, situándose Wilkes en el puesto número 17.

## Historia
Basándose en la historia de la novela original de King, Annie Marie Wilkes Berryman nació en Bakersfield (California) y se graduó de la Escuela de enfermería en la Universidad del Sur de California en 1972. Después de varios años de trabajar en hospitales de todo el país, se instaló en una parte remota de Colorado. Su marido Frank Dugan la abandona debido a que tratan de tener bebés dos veces pero ambas veces el bebé muere al nacer.
Wilkes rescata a un hombre, después de que se rompe las dos piernas en un accidente de coche, y lo lleva a su casa para "curarlo". Ahí descubre que se trata de Paul Sheldon, un escritor de novelas de romance protagonizadas por su personaje favorito de la literatura: "Misery Chastain". Sheldon se da cuenta de que Annie Wilkes esta enferma psicológicamente a pesar de que ella se muestra amable y servicial, sintiéndose su "fan número 1". A pesar de eso, Annie no lleva a a Paul a ningún hospital y lo incomunica en su granja.
Wilkes se enfurece cuando descubre que Paul Sheldon acabó con Misery al final de la última novela. Ella lo tiene cautivo en su casa y le someta a una serie de torturas físicas y psicológicas. Lo único que calma el dolor terrible de las piernas de Paul son las cápsulas de Novril, que Wilkes guarda en una caja en el baño. Annie obliga a Sheldon a quemar el manuscrito de una novela de la cual el no tenía una copia y que él creía era su única esperanza para que sus fanes olvidarán a Misery Chastain, por considerar que tenía demasiadas palabrotas. Paul con un fuerte dolor emocional, quema su escrito "Automóviles Veloces", mientras que Annie lo toma como una basura más. Luego del incidente, Annie Wilkes compra a Sheldon "La Royal", una enorme máquina de escribir, obligándolo así a revivir a Misery en una nueva novela del personaje titulada "El Retorno de Misery".

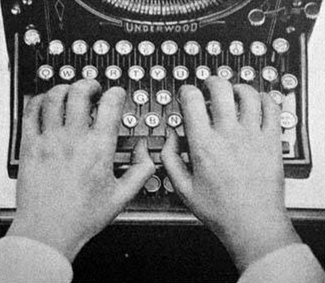
Máquina de escribir ícono de la historia de Misery.

Sheldon intenta deshacerse de Wilkes, juntando el medicamento que contiene las Novril e introduciéndolos en la copa de Annie, quien sin saber y querer la derrama, fallando Sheldon su primer intento para matarla.
A pesar de su suerte, Sheldon piensa en un segundo intento de deshacerse a Wilkes tomando un cuchillo y escondiéndolo debajo de la cama, mientras Annie sale de la casa. Sheldon encuentra su libro de recuerdos de edad y se entera de que ella es una asesina en serie. Mientras se desempeñaba como jefa de enfermeras de la maternidad en una hospital de Colorado varios niños y ancianos a su cuidado murieron en circunstancias misteriosas. Fue juzgada por sus muertes, pero absuelta por falta de pruebas. Sin embargo, la prensa - quienes la llamaban "la Dama Dragón" - entendieron claramente que ella en realidad era culpable. Sheldon también se entera de que ella mató a varios pacientes en otros hospitales donde trabajó, pero nadie se dio cuenta porque estaban muy enfermos o habían sufrido lesiones de muerte. Ella también mató a sus vecinos de la infancia y a su padre Carl Wilkes, su compañera de la universidad y un hombre que una vez se acostó con ella. En total, casi 70 personas asesinadas por ella. Sheldon también descubre que Wilkes estuvo casada con un fisioterapeuta llamado Frank Dugan, quien más tarde se divorció de ella, citando que Annie era una cruel enferma mental.
Sheldon no lo sabe, pero Wilkes ha sabido todo el tiempo que Sheldon se ha escapado de la habitación donde está cautivo y ha recorrido su casa 3 veces, sin poder salir de ella debido a sus fuertes cerraduras. Esto pone en marcha una de las escenas más infames de la película, en la que le rompe los tobillos con un martillo para que no pudiera escapar. En el libro le corta la pierna con un hacha y se cauteriza con un soplete, y luego le corta uno de los pulgares cuando se queja de una letra que falta en su máquina de escribir. En la película, el oficial Buster acude a la granja de Wilkes para investigar la desaparición de Sheldon y al descubrir a éste encerrado en el sótano, Wilkes le dispara en el estómago con una escopeta, matándolo instantáneamente. En el libro 2 oficiales investigan a Wilkes sin resultado alguno, aunque uno de ellos muere asesinado por ella. Cuando descubre a Sheldon cautivo Annie le rebana la cabeza con una máquina corta césped, dejando a Sheldon con una gran culpabilidad.
Paul, creyendo que será la próxima víctima de Wilkes, escribe la nueva novela que ella quiere sin ninguna excusa. Al terminar le propone celebrar con una cena y le pide un cigarillo con un fósforo. Paul utiliza el fósforo para quemar el libro de "El Retorno de Misery", sintiendo una gran venganza por lo que ella le hizo al obligarlo a quemar la única copia existente de "Automóviles veloces" (en el libro en realidad quema hojas blancas inservibles, y tras la muerte de Annie publica el verdadero que había escondió debajo de la cama. En la película 'El retorno de Misery' es quemado). Wilkes, desesperada, se tira al suelo a recoger las hojas ardiendo en fuego, y Paul aprovecha para golpearla fuertemente con La Royal. Aun así, Annie sobrevive y el desesperado le presiona los ojos y comienza a introducirle las páginas prendidas en la boca desquitándose por el infierno que le hizo sufrir. Annie se levanta y Paul la lanza al piso golpeándose la cabeza con La Royal.
Ella finalmente muere de una fractura de cráneo y Sheldon es rescatado por la policía. En el libro, Wilkes logra salir de la habitación, pero debido a dicha fractura muere en su establo con una sierra eléctrica en manos, probablemente para acabar con su escritor. En la película Sheldon se arrastra para salir de la habitación luego de que Annie se golpeara con la Royal. Al estar escapando de la habitación, Annie agonizando se lanza contra el para ahorcarlo, por lo que el toma una figura de un cerdo a la que ella llamó "Misery", golpeándola con ésta en la cara y provocándole la muerte.

## Personalidad
King caracteriza Annie Wilkes como una mujer corpulenta, alta, fuerte, astuta, brutal y peligrosa, perturbada que oculta su psicosis tras una cara alegre. En la novela, con frecuencia se autolastima a causa de sus fuertes depresiones. Ella tiene una obsesión enfermiza con las novelas de romance, sobre todo la de Misery de Sheldon. Ella a menudo tiene dificultades para diferenciar entre estas novelas y la realidad.
Annie piensa todo el mundo está persiguiéndola a ella solamente y con frecuencia tiene ataques violentos de forma inesperada en asuntos insignificantes. Por ejemplo, cuando Sheldon se queja de que el papel que originalmente le compró es propenso a las manchas, le golpea la rodilla todavía en curación (con sus propias manos en la novela y con el paquete de papel en la película).
La gente suele tenerle miedo e incluso evitan acercársele tanto a ella como a su automóvil, una vieja Bessie. Inclusive la novela menciona el odio que hay entre los vecinos los Roydman y "Annie Wilkes".

## Psicología
Annie Wilkes es descrita tanto en la novela como en la película como un verdadero caso de locura y depresión. Wilkes suele ser un caso de bipolaridad y neurósis. La prueba más grande de esto son sus exagerados cambios de humor y alteraciones. El mismo Stephen King menciona al principio de la novela los nombres de quiénes le sirvieron de ayuda para crear la psicología de Annie Wilkes:
- Russ Dorr - Auxiliar de famarcia.
- Florence Dorr - Enfermera diplomada
- Janet Ordway - Doctor en psiquiatría.

## Asesinatos y crímenes
El rapto de Paul Sheldon no es el único delito que cometió Annie Wilkes. Durante su encarcelamiento, el escritor descubre el libro de recuerdos en el que la enfermera recoge los inquietantes recortes de periódicos sobre las muertes sospechosas en hospitales. Rápidamente se dio cuenta de que Annie era la culpable pero nunca fue condenada por falta de pruebas. En particular, habría matado a su padre y a una joven enfermera que trabajó con ella, así como varios pacientes en los hospitales donde trabajó, especialmente los bebés y ancianos. Teniendo en cuenta este aspecto de su carácter criminal, se revela la inteligencia de Wilkes.
- Paul, Frederick, Alison y Adrián Krenmitz: Los vecinos de Annie Wilkes que ella odiaba. Cuando tenía 11 años, incendio el departamento donde ellos vivían. Los primeros 3 niños igual que ella y este último el padre de ellos.
- Irving Thalman: Un soltero que vivía en otro departamento y que murió accidentalmente en el mismo incendio.
- Carl Wilkes: El padre de Annie. Ella le tendió una trampa al dejar montones de ropa sucia en la escalera haciendo que el resbale y todo parezca un accidente.
- Andrea Saint-James: La compañera de cuarto de Annie y que al igual que ella estudiaba medicina. Annie llevó a cabo el mismo plan que con su padre, solo que esta vez utilizó un gato para llevarlo a cabo.
- Peter Gunn: El gato de Andre Saint-James al que Annie envenenó luego de matarla a ella.
- Ernest Gonyar: La primera víctima de Annie en un hospital. Era un anciano.
- Hester Queenie Beaulifant: Una anciana asesinada por Annie en el hospital.
- Laura D. Rothberg: Annie asesina a Laura D. fingiendo que murió por complicaciones de su vejez.
- Otros ancianos: Otros ancianos que Annie asesinó en los hospitales.
- Docenas de recién nacidos: Annie, al ser promovida a jefa de maternidad del hospital, comienza a asesinar recién nacidos, lo que provoca sospechas hacia ella e incluso es detenida, pero liberada por falta de pruebas.
- Andrew Pomeroy: Un joven al que Annie asesinó y tiró en la carretera.
- Paul Sheldon: Su escritor favorito al que secuestró, lo torturó psicológicamente y le corto una pierna y un dedo.
- Buster: El oficial de la película que al encontrar el paradero de Paul Sheldon, Annie le dispara en el estómago con una escopeta.

## Armas
- Mazo: Con el le destruye las piernas a Paul Sheldon.[5]
- Escopeta: Con la que le dispara a Buster en la película.
- Máquina cortacésped: En el libro la ocupa para terminar con la vida del policía que la investiga (en la película Buster).
- Pistola: En la película logra darle un balazo en el hombro a Paul. En el libro la guarda para matarlo y luego ella suicidarse no sin antes leer "El Retorno de Misery".
- Inyecciones: Las utilizaba para dormir a Paul.
- Cuchillo eléctrico: En el libro le corta un dedo a Paul con él.
- Técnicas de enfermera: Gracias a su experiencia en medicina, logra torturar a Paul con sus inteligentes técnicas, pero también gracias a ellas le salva la vida.
- Hacha: la cual utiliza para cortar uno de los pies de Paul en el libro.

## Propiedades de Annie Wilkes
- La Casa de Annie Wilkes: Lugar donde se desarrollan los hechos de la novela. Una enorme casa de dos pisos con unas grandes escaleras, una sala de estudio (lugar donde Sheldon escribe el Retorno de Misery). Hay una habitación en donde él está cautivio y una más de Annie en donde ella acostumbra ver la televisión.

- La Granja: El establo de Annie Wilkes en donde ella mantiene a sus animales, uno de ellos su puerca Misery.

- La Casa de la Risa: Lugar mencionado en el libro. Es una casa en la colina donde Annie va a desahogar sus sentimientos.

- Bessie: La camioneta de Wilkes.

## Frases
- "Sr. Sheldon soy su fan número 1"
- "Le amo Paul"
- "Jamás se meta con mi Misery"
- "¡Cállese... Maldito pajarraco!
- "Dios me mando la señal"
- "Solo están los malditos Roydman"
- "Aplíquese una inyección en la pierna...o en el culo!...haga lo que quiera!".
- "No te preocupes...aquí estas a salvo"
- "Yo no quiero el espíritu de Misery...¡La quiero a ella!"
- "Hay una justicia superior al hombre y serás juzgado por ella"
- "Mire lo que me ha hecho hacer"
- "Estoy ansiosa por saber el final...se quedará con Ian o con Geoffrey?..."
- "No volverá a enojarme ¿Verdad?..."
- "Pense que usted era bueno...pero es solo un pajarraco embustero!"
- "Misery Chastain no puede estar muerta!...¡maldito asesino! (al descubrir que Misery murió en la novela)
- "Es esto lo que buscas Paul" (al encontrar el cuchillo debajo de la cama)
- "¿Cree que soy imbécil?...en mi trabajo he visto morir a docenas, a cientos de personas, unas se van gritando; otras lo hacen dormidas, ¡Simplemente se van!, pero los personajes de los libros son otra cosa...Dios nos reclama cuando le parece que ya es hora y un escritor es como Dios con los personajes de un relato, los crea como Dios a nosotros, y nadie puede pedirle cuentas. De acuerdo, está bien...pero en lo que a Misery respecta, voy a decirle una cosa, asqueroso pajarraco, da la casualidad de que ¡Dios tiene las piernas rotas y está comiendo de mi comida!"...Annie Wilkes.

## Premios y reconocimientos

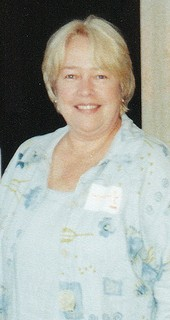
Kathy Bates quien interpretó a Annie Wilkes en Misery.

Kathy Bates quién dio vida a Annie Wilkes, recibió las mejores críticas por su actuación en "Misery". En la ceremonia 63o de los Premios de la Academia, Bates recibió la terna a la mejor actriz. Más tarde es acreedora de la misma terna en los premios Globo de Oro.
- 100 villanos del cine
  - Annie Wilkes: Puesto número 17

- Óscar 1991
  - Kathy Bates: Mejor actriz.

- Globos de Oro 1991
  - Kathy Bates: Mejor actriz - Drama

## Otras apariciones
La versión ficticia del rey que aparece en La Torre Oscura (también de Stephen King) analiza a Annie Wilkes.
Kathy Bates retomó su papel de Annie Wilkes en un comercial de 2008 para DirecTV, con el ajuste de su escena celebre cuando le destruye los pies a Paul Sheldon.
En Padre de familia episodio "Tres Historias", que parodia las obras de Stephen King, el papel de Wilkes es tomado por Stewie Griffin, bautizándose como "Stewie Wilkes".

## Posible coincidencia
La historia de Misery se centra en un hombre que despierta en la casa de una enferma mental luego de un accidente autmovilístico. Cabe mencionar que Stephen King sufrió un accidente de tráfico cuando fue atropellado el 19 de junio de 1999. King es reconocido por incluir escritores frecuentemente en sus historias. La historia de Misery (1987) puede enlazarse con el accidente.  La Torre Oscura narra la historia del accidente de King.